# DraftSight
DraftSight est un logiciel payant de CAO 2D destiné aux ingénieurs, architectes, designers, dessinateurs, étudiants et éducateurs. DraftSight a été développé par Dassault Systèmes et permet de créer, éditer et visualiser des fichiers DWG et DXF.
DraftSight existe en version française.

## Caractéristiques techniques
DraftSight se charge rapidement et occupe un espace mémoire de 65 Mo. L'espace disque requis par l'application est de 185 MB. DraftSight s'exécute sous Microsoft Windows XP, Windows Vista, Windows 7 et Mac OS X (Mac est actuellement en version bêta). Depuis la version 2015, il n'est plus compatible avec Microsoft Windows XP.
DraftSight permet aux utilisateurs d'accéder à des fichiers DWG / DXF, quel que soit le logiciel de CAO qui a été initialement utilisé pour les créer. Selon les estimations de l'industrie, il y a plus de trois milliards de fichiers DWG (AutoCAD) existants.
La dernière version de DraftSight (2019) est devenue payante avec un système d’abonnement annuel variant de 117,79 €/an à 603,79 €/an. Plus aucun téléchargement gratuit n'existe, à part une version d'essai de 30 jours. L’éditeur du logiciel annonce même le blocage des versions précédentes à compter du 31/12/19 et la fin de la version Linux du logiciel.

## Fonctionnalités supportées
- Lecture et modification des fichiers DWG/DXF.
- Fichier | Sauvegarder vers lDWT/DWG/DXF, possibilité de revenir à des versions précédentes (besoin d’activation par email)
- Création de binaires ou fichiers ASCII DXF
- Possibilité de joindre des fichiers image (.bmp, .gif, .jpg, .jpeg, .png, .tif, & .tiff)
- Possibilité de joindre (attacher) des dessins de références externes
- Fichier | Imprimer vers  .plt, .jpg, .pdf, .png, & .svg.
- sauvegarder sous .wmf?, .jpeg, .pdf, .png, .sld, .svg, .tif, & .stl
- création de PDF Multi-page
- Publier fichier sur eDrawings ou Drawings Now
- Fichier | Exporter | Exporter vers les formats *.bmp, *.emf, *.jpg,*.pdf, *.png, *.sld,*.svg, *.tiff.